# Dolichobela
Dolichobela is een geslacht van vlinders van de familie van de grasmotten (Crambidae), uit de onderfamilie van de Midilinae. De wetenschappelijke naam en de beschrijving van dit geslacht werden voor het eerst in 1932 gepubliceerd door Alfred Jefferis Turner. 
Dit geslacht is monotypisch, dat wil zeggen dat het maar één soort heeft namelijk Dolichobela celidograpta Turner, 1932, die ook de typesoort is van dit geslacht.